# O Cônsul Honorário (1973)
The Honorary Consul (em português O Cônsul Honorário) é um livro escrito por Graham Greene, publicado em 1973.  É considerado pelo autor um dos seus trabalhos favoritos.

## Enredo
O romance passa-se na região do Rio da Prata. Um grupo de guerrilheiros paraguaios confunde o cônsul inglês honorário com o embaixador dos EUA e, em vez deste, seqüestra aquele. O equívoco faz a trama tornar-se de drama em tragédia, paulatinamente. O protagonista, Dr. Plarr, apresenta uma interessante biografia: filho de um pai ausente, por ter sido encerrado em uma prisão paraguaia; amante da mulher do cônsul, e amigo de infância de um dos líderes do grupo terrorista, o Pe. Rivas. Esses são apenas algumas pinceladas que constroem a personalidade do herói. Que só assim se revela, ao final, num irônico e trágico contato com as “forças salvadoras”.
Com um pouco de romance político, um pouco de psicológico, o autor se mostra o grande contador de histórias que sempre foi; mesclando relatos sobre a instabilidade política de alguns governos com as miseráveis condições de vida dos povos sul-americanos, o autor, na verdade, faz uma análise do tema sempre presentes em todos seus romances: a condição humana, sempre relacionada à solidão, aos esquemas sociais corrompidos, ao inferno existencial e à falta de esperança de salvação. A construção dos demais protagonistas é primorosa, tornando-os fascinantes, em vista de suas próprias contradições: o padre, que não foi feito para a violência, liderando um grupo de terroristas; o Dr. Plarr, que não foi feito para amar, amando sem ter disso consciência. Dois pontos a serem destacados: nas primeiras linhas do romance, o autor descreve o que o inglês médio, de mentalidade de colonizador, pensa dos demais povos, julgados colonizados; mais adiante, ele discute as posições na nova Igreja Católica, construídas e emersas nos movimentos sociais da América Latina.